# Црква Нерукотвореног образа Христовог на Кули
Црква Нерукотвореног образа Хрисовог налази се на Кули (Источна Илиџа) и припада Митрополији даборобосанској. Изграђена је 2017. године. Храм Нерукотвореног образа Христовог подигнут је на земљишту којим газдује Казнено поправни завод Кула. Први радови почели су 24. септембра 2015. године, а 29. августа 2016. године Архијерејском Литургијом којом је началствовао Владика Григорије свечано су постављени темељи храма.
Темеље храма је 2017. године освештао Његово преосвештенство епископ захумско херцеговачки и приморски Григорије.